# Rudolf Brückner-Fuhlrott

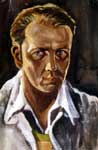
Rudolf Brückner-Fuhlrott, Selbstbildnis

Hermann Rudolf Brückner-Fuhlrott (* 20. Juni 1908 in Weißenfels; † 23. Mai 1984 in Ahrenshoop) war ein deutscher Maler und Bildhauer.

## Leben
Rudolf Brückner besuchte das Reform-Realgymnasium seiner Heimatstadt und absolvierte anschließend eine kaufmännische Lehre. Durch die Heirat der Mutter mit Adolf Fuhlrott nahm er 1921 den Doppelnamen Brückner-Fuhlrott an. Etwa 1929/30 entschied er sich für die Tätigkeit als bildender Künstler. Nach seiner Heirat im Jahr 1933 und einer kurzen Inhaftierung im KZ Hohnstein studierte er von 1935 bis 1939 an der Hochschule für Bildende Künste Dresden. Als freischaffender Künstler schuf er unter anderem ein Sgraffitofries für das Rathaus seines damaligen Wohnortes Neustadt in Sachsen. Im Zweiten Weltkrieg verwundet, verbrachte er die Zeit von 1943 bis zum Kriegsende im Lazarett in Meißen.
Nach dem Krieg lebte Brückner-Fuhlrott ab 1946 in Weißenfels und zog 1972 in das durch die Künstlerkolonie bekannte Ahrenshoop, wo er bereits seit den 1950er Jahren regelmäßiger Gast war.
Brückner-Fuhlrotts künstlerisches Schaffen widmete sich ab 1950 überwiegend religiösen Themen, vor allem als Auftragskunst für die Katholische Kirche, der er nach seiner Konversion im Jahr 1952 angehörte. Etwa 100 katholische Kirchen auf dem Gebiet der DDR wurden mit seinen Altarbildern, Heiligenskulpturen, Kreuzwegen oder Kirchenfenstern ausgestattet. Mit Friedrich Press und Hildegard Hendrichs gehörte er zu den produktivsten religiösen Künstlern in der DDR, wurde vom offiziellen Kulturbetrieb allerdings weitestgehend ignoriert.
Für seine Verdienste wurde er 1980 mit dem päpstlichen Ehrenkreuz Pro Ecclesia et Pontifice ausgezeichnet.
Brückner-Fuhlrotts Nachlass befindet sich im Germanischen Nationalmuseum in Nürnberg. Seine Tochter, die Politikerin Elke Maes, ist ebenfalls künstlerisch tätig.

## Werke (Auswahl)
- Katholische Filialkirche Neukloster: Altarbild (Aufnahme Mariens in den Himmel) in Sgraffito, Fenster mit Choralnoten des Salve Regina, Kreuzwegentwurf, kleines Kreuz, 1967.[5]
- Kirche Sternberg: Altarbild Abendmahl., Glasmalereifenster, Tabernakel, Marienfigur, Kreuzweg, Stehkreuz.
- Bad Doberan: Madonna, Glasmalereifenster.
- Dreilützow: Wallfahrtskapelle und Kirche. Madonna, Altäre, Tabernakel, Christus- und Heiligenbilder, Kreuzweg.
- Gadebusch: Bischofskapelle, Gesamtausstattung.
- Hagenow: Friedhof, Christusplastik. Kirche, Bleiglasfenster, Elisabethfigur.
- Ludwigslust: Maria mit dem Jesuskind, Josef der Zimmermann.
- Schwerin: Bischöfliches Amt, Plastiken, Porträts.
- Katholische Pfarrkirche St. Franziskus, Halle an der Saale: Altarkreuz
- Katholische Pfarrkirche St. Peter und Paul, Naumburg an der Saale: Altarmosaik (Himmelfahrt Christi), Glasfenster, Kreuzweg, Apostelfiguren und -leuchter, 1962
- Pfarrkirche St. Antonius Babelsberg: Altarskulpturen Maria und St. Antonius, Kreuzweg, Heilig-Geist-Fenster Taufkapelle, 1963
- Kirche St. Bonifatius Bad Dürrenberg: Glasbetonfenster, 1981
- Kirche St. Mariä Himmelfahrt Bad Blankenburg: Altarbild
- Heilig Kreuz-Kirche Waren (Müritz): Kreuzigungsgruppe, Heiligenfiguren (Maria, St. Josef, St. Antonius, St. Franziskus) 1958, Auferstehungsfenster am Westgiebel 1969
- Katholische Kirche Heiligste Dreieinigkeit, Dessau-Süd: Altarbild (Fresko), Kreuzwegstationen und Figur St. Michael an der Außenfassade (1954)
- Katholische Pfarrkirche Sanctissima Eucharistia, Teltow: kunststeinerne Statue des brotsegnenden Christus an der Außenfassade

## Ausstellungen
- Ahrenshoop, Kunstkaten 1998
- Weißenfels 2009